# Thousand Oaks, California
Thousand Oaks ("O mie de stejari") este un oraș în comitatul Ventura, statul California, SUA. Orașul este amplasat la altitudinea de 270 m, ocupă o suprafață de 142,5 km², din care 142,1 km² este uscat. În anul 2000 el avea o populație de 126.081 loc. cu o densitate de 887,3 loc./km². Thousand Oaks se află la 50 km nord-vest de Los Angeles. În oraș se află universitatea "California Lutheran University" (CLU), cu ca. 5000 de studenți, care este una dintre cele mai renumite universități din SUA.

## Personalități marcante
- Artie Shaw (1910 - 2004), muzician;
- Chloe (n. 1971), actriță porno;
- Brianne Hervey, actriță și producătoare de fime în Hollywood
- Chloe Hunter (n. 1976), actriță;
- Amanda Bynes (n. 1986), actriță;
- Marcos Giron (n. 1993), tenismen;
- Claire Liu (n. 2000), tenismenă.